# بورن (آلمان)
بورن (به آلمانی: Boren) یک شهر در آلمان است که در اشلسویگ-فلنسبورگ واقع شده‌است. بورن ۷۹۳ نفر جمعیت دارد.